# سوتلانا کوزینا
سوتلانا کوزینا (روسی: Светлана Владимировна Кузина؛ زادهٔ ۸ ژوئن ۱۹۷۵) ورزشکار واترپلو اهل روسیه است.
وی در مسابقات کشوری و بین‌المللی در مجموع برندهٔ ۳ مدال برنز شده‌است.